# Starica
Starica (in russo Старица?) è una città della Russia europea centrale, appartenente all'oblast' di Tver'; è il capoluogo del rajon Starickij e sorge sulle rive del fiume Volga, che lambisce il Rialto del Valdaj, a 77 chilometri di distanza da Tver'
La città venne fondata nel 1297 da Michail Jaroslavič, Gran Principe di Tver' ed ottenne lo status di città nel 1775.